# Mount Gate
Mount Gate är ett berg i Antarktis. Det ligger i Östantarktis. Australien gör anspråk på området. Toppen på Mount Gate är 1 602 meter över havet.
Terrängen runt Mount Gate är lite kuperad. Trakten är obefolkad. Det finns inga samhällen i närheten.